# Eucalyptus repullans
Eucalyptus repullans är en myrtenväxtart som beskrevs av D. Nicolle. Eucalyptus repullans ingår i släktet Eucalyptus och familjen myrtenväxter. Inga underarter finns listade i Catalogue of Life.